# Хуила (покрајина)
Хуила (порт. Huíla), једна је од 18 покрајина у Републици Ангола. Покрајина се налази на југозападном делу земље, без излаза на Атлантски океан.
Покрајина Хуила покрива укупну површину од 79.023 km² и има 2.354.398 становника (подаци из 2014. године). Највећи град и административни центар и покрајине је град Лубанго.

## Административна подела покрајине
Покрајина Хуила се дели на следећих 14 општина (порт. município):
- Каконда (Caconda)
- Какула (Cacula)
- Калукембе (Caluquembe)
- Шијанже (Chiange)
- Шибија (Chibia)
- Шикомба (Chicomba)
- Шипинду (Chipindo)
- Куванго (Cuvango)
- Умпата (Humpata)
- Жамба (Jamba)
- Лубанго (Lubango)
- Матала (Matala)
- Киленгеш (Quilengues)
- Кипунго (Quipungo)